# Wilhelm Löwith

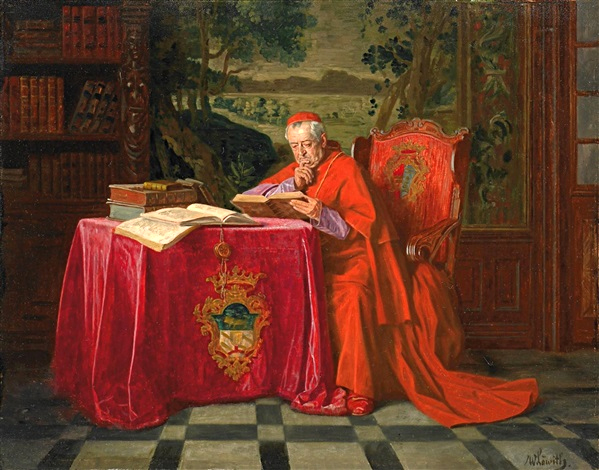
Lesender Kardinal

Wilhelm Löwith (* 21. Mai 1861 in Drosau, Böhmen; † 26. Oktober 1932 in München) war ein österreichischer Maler.
Wilhelm Löwith entstammte einer jüdischen Familie protestantischer Konfession. Er studierte Malerei an der Akademie der bildenden Künste Wien sowie an der Akademie der Bildenden Künste München bei Wilhelm von Lindenschmit dem Jüngeren.
Löwith wurde im Jahr 1902 von Prinzregent Luitpold von Bayern zum königlichen Professor an der Akademie der Bildenden Künste berufen.
Löwiths Werke befinden sich in den Sammlungen von Museen in Amsterdam, Bautzen, Cincinnati, Frankfurt, München, Nürnberg und Prag.
Er war der Vater des Philosophen Karl Löwith (1897–1973).